# Valtetsi
Valtetsi (in greco Βαλτετσίου?) è un ex comune della Grecia nella periferia del Peloponneso di 1 842 abitanti secondo i dati del censimento 2001.
È stato soppresso a seguito della riforma amministrativa detta Programma Callicrate in vigore dal gennaio 2011 ed è ora compreso nel comune di Tripoli.

## Località
Valtetsi è divisa nelle seguenti comunità (i nomi dei villaggi tra parentesi):
- Agriakona
- Ampelaki (Ampelaki, Lianos)
- Arachamites
- Asea (Asea, Kato Asea)
- Athinaio (Athinaio, Marmaria)
- Dafni (Dafni, Maniatis)
- Dorizas
- Kaltezes (Kaltezes, Kouvelia)
- Kerastaris
- Manaris
- Mavrogiannis
- Palaiochouni
- Paparis
- Valtetsi